# Pomerániai hercegek listája
Pomeránia a mai Lengyelország északnyugati részén terült el. A hercegeket a Griffin-ház adta.

A Griffin család címere

## Az egységes hercegség (1121–1156)
| Uralkodó               | Uralkodott                      | Megjegyzés |
| ---------------------- | ------------------------------- | ---------- |
| I. Vartiszláv (* 1091) | hcg.: 1121, †1134. augusztus 9. |            |
| I. Ratibor (* 1112)    | hcg.: 1134, †1156. május 7.     |            |

## A felosztott hercegség (1156– XVII. század)

### Pomeránia-Demmin (1156–1264)
| Uralkodó                   | Uralkodott                   | Megjegyzés |
| -------------------------- | ---------------------------- | ---------- |
| I. Kázmér (* 1135 k.)      | hcg.: 1156, †1180 novembere  |            |
| II. Vartiszláv (* 1160 k.) | hcg.: 1180, †1184            |            |
| II. Kázmér (* 1179/1181)   | hcg.: 1184, †1219            |            |
| III. Vartiszláv (* 1211)   | hcg.: 1219, †1264. május 17. |            |

### Pomeránia-Stettin (1156–1625)
| Uralkodó                                      | Uralkodott                           | Megjegyzés |
| --------------------------------------------- | ------------------------------------ | ---------- |
| I. Bogiszláv (* 1130 k.)                      | hcg.: 1156, †1187. március 18.       |            |
| részben Pomeránia-Demmini uralom (1156–1180)' |                                      |            |
| II. Bogiszláv (* 1177/1186)                   | hcg.: 1187, †1220. január 23.        |            |
| I. Barnim (* 1217/1219)                       | hcg.: 1220, †1278. november 13./14.  |            |
| II. Barnim (* 1277)                           | hcg.: 1278, †1295. május 28.         |            |
| IV. Bogiszláv (* 1258)                        | hcg.: 1278, †1309. február 19./24.   |            |
| I. Ottó (* 1279. január 1. [?])               | hcg.: 1279, †1344. december 31.      |            |
| III. Barnim (* 1303)                          | hcg.: 1344, †1368. augusztus 24.     |            |
| III. Kázmér (* 1348. június 12.)              | hcg.: 1368, †1372. augusztus 24.     |            |
| VII. Bogiszláv (* 1355)                       | hcg.: 1368, †1404. november 19. [?]  |            |
| III. Szvantibor (* 1351)                      | hcg.: 1368, †1413. június 21.        |            |
| II. Ottó (* 1380 k.)                          | hcg.: 1413, †1428. március 27.       |            |
| V. Kázmér (* 1380 után)                       | hcg.: 1413, †1435. április 13.       |            |
| Joákim (* 1427 k.)                            | hcg.: 1435, †1451. szeptember 8. [?] |            |
| III. Ottó (* 1444. május 29.)                 | hcg.: 1451, †1464. szeptember 7./8.  |            |
| Pomeránia-Wolgasti uralom (1464–1474)         |                                      |            |
| X. Bogiszláv (* 1454. június 3.)              | hcg.: 1474, †1523. október 5.        |            |
| I. György (* 1493. április 11.)               | hcg.: 1523, †1531. május 11.         |            |
| IX. Barnim (* 1501. december 2.)              | hcg.: 1523–1569, †1573. november 2.  |            |
| János Frigyes (* 1542. augusztus 27.)         | hcg.: 1569, †1600. február 9.        |            |
| Pomeránia-Rügenwalde-i uralom (1600–1603)     |                                      |            |
| Pomeránia-Barth-i uralom (1603–1606)          |                                      |            |
| II. Fülöp (* 1573. július 29.)                | hcg.: 1606, †1618. február 3.        |            |
| Ferenc (* 1577. március 24.)                  | hcg.: 1618, †1620. november 27.      |            |
| XIV. Bogiszláv (* 1580. március 31.)          | hcg.: 1620–1625, †1637. március 10.  |            |

### Pomeránia-Wolgast (1309–1625)
| Uralkodó                                      | Uralkodott                        | Megjegyzés |
| --------------------------------------------- | --------------------------------- | ---------- |
| IV. Vartiszláv (* 1291)                       | hcg.: 1309, †1326. augusztus 1.   |            |
| IV. Barnim (* 1317. július 17.)               | hcg.: 1326, †1365. augusztus 22.  |            |
| V. Vartiszláv (* 1326. november 1.)           | hcg.: 1326, †1390                 |            |
| V. Bogiszláv (* 1316/1318)                    | hcg.: 1326, †1374. április 23.    |            |
| VI. Bogiszláv (* 1350 k.)                     | hcg.: 1368, †1393. március 7.     |            |
| VI. Vartiszláv (* 1345)                       | hcg.: 1376, †1394. június 13.     |            |
| VI. Barnim (* 1365)                           | hcg.: 1394, †1404. szeptember 22. |            |
| VII. Barnim (* 1403 k.)                       | hcg.: 1404, †1450. szeptember 22. |            |
| IX. Vartiszláv (* 1400)                       | hcg.: 1404, †1457. április 17.    |            |
| II. Erik (* 1425)                             | hcg.: 1457, †1474. július 5.      |            |
| X. Vartiszláv (* 1435)                        | hcg.: 1474, †1478. december 17.   |            |
| Pomeránia-Stetteni uralom (1478–1531)         |                                   |            |
| I. Fülöp (* 1515. július 14.)                 | hcg.: 1532, †1560. február 14.    |            |
| részben Pomeránia-Stetteni uralom (1560–1569) |                                   |            |
| Ernő Lajos (* 1545. november 2.)              | hcg.: 1569, †1592. június 17.     |            |
| Fülöp Gyula (* 1584. december 27.)            | hcg.: 1592, †1625. február 6.     |            |

### Pomeránia-Stolp (1374–1459)
| Uralkodó                              | Uralkodott                      | Megjegyzés |
| ------------------------------------- | ------------------------------- | ---------- |
| IV. Kázmér (* 1351)                   | hcg.: 1374, †1377. január 2.    |            |
| VII. Vartiszláv (* 1362)              | hcg.: 1377, †1395. február 24.  |            |
| VIII. Bogiszláv (* 1364)              | hcg.: 1395–1402, ld. alább      |            |
| V. Barnim (* 1369)                    | hcg.: 1395, †1403. február 13.  |            |
| VIII. Bogiszláv (2x)                  | hcg.: 1403, †1418. február 11.  |            |
| IX. Bogiszláv (* 1407/1410)           | hcg.: 1418, †1446. december 10. |            |
| Pomeránai-Wolgasti uralom (1449–1459) |                                 |            |

### Pomeránia-Stargard (1377–1459)
| A hercegségnek nem volt önálló uralkodója, 1377-től 1446-ig a Pomeránia-Stolpi hercegek, 1449-től pedig a Pomeránia-Wolgasti hercegség uralma alatt állott. |

### Pomeránia-Barth (1394–1605)
| Uralkodó                               | Uralkodott                               | Megjegyzés |
| -------------------------------------- | ---------------------------------------- | ---------- |
| VIII. Vartiszláv (* 1373)              | hcg.: 1394, †1415. augusztus 20./22./23. |            |
| VIII. Barnim (* 1407 k.)               | hcg.: 1415, †1451. december 15./19.      |            |
| Pomeránia-Wolgasti uralom (1457–1569)  |                                          |            |
| XIII. Bogiszláv (* 1544. augusztus 9.) | hcg.: 1569, †1605. március 7.            |            |

### Pomeránia-Rügenwalde (1569–1622)
| Uralkodó                                     | Uralkodott                            | Megjegyzés |
| -------------------------------------------- | ------------------------------------- | ---------- |
| X. Barnim (* 1549. február 15.)              | hcg.: 1569–1602, †1603. szeptember 1. |            |
| VI. Kázmér (* 1557. március 22.)             | hcg.: 1602, †1605. május 10.          |            |
| részben Pomeránia-Barth-i uralom (1605–1622) |                                       |            |
| II. György (* 1582. január 30.)              | hcg.: 1606, †1617. március 17.        |            |